# Tot inclòs
 Tot inclòs (títol original: Couples Retreat ) és una pel·lícula estatunidenca dirigida per Peter Billingsley estrenada el 2009. Ha estat doblada al català Peter Bilingsley va dirigir aquesta comèdia escrita per Jon Favreau, produïda per Vince Vaughn, i que presentava Jason Bateman i Faizon Love com a coprotagonistes.

## Argument
La relació d'una parella està en perill i per salvar el matrimoni en conviden altres tres en un centre turístic a unes illes tropicals. Mentre que la primera parella és allà per consolidar el seu matrimoni, les altres estan per divertir-se, prendre el sol, fer esquí aquàtic, descansar en el spa, etc., però aviat descobreixen que l'assistència a la teràpia matrimonial no és opcional, sinó obligatòria.

## Repartiment
- Vince Vaughn: Dave
- Jason Bateman: Jason
- Faizon Love: Shane
- Jon Favreau: Joey
- Malin Åkerman: Ronnie
- Kristen Bell: Cynthia
- Kristin Davis: Lucy
- Kali Hawk: Trudy
- Tasha Smith: Jennifer
- Carlos Ponce: Salvadore
- Peter Serafinowicz: Stanley
- Jean Reno: Marcel
- Temuera Morrison: Briggs
- Jonna Walsh: Lacey
- Gattlin Griffith: Robert
- Colin Baiocchi: Kevin
- Vernon Vaughn: Avi Jim Jim
- Jersey Jim: Màgic
- Paul Boese: Venedor de motos
- Daniel Theodore: Venedor #1
- Phillip Jordan: Venedor #2
- John Michael Higgins: Terapeuta #1
- Ken Jeong: Terapeuta #2
- Charlotte Cornwell: Terapeuta #3
- Amy Hill: Terapeuta #4
- Karen David: Persona encarregada de l'spa
- Alyssa Smith: Ballarina
- Alexis Knapp: Ballarí
- Joy Bisco: Maitre d'hotel

## Crítica
"La cinta bascula entre l'esquemàtic i el previsible (...) ressorgint gràcies al carisma del repartiment i a l'erupció de l'humor més gruixut i incisiu (...) Puntuació: ★★ (sobre 5)."
"Existeixen pitjors maneres de perdre el temps (...) una lleugera, però tendra història sobre l'arribada de la maduresa per a matrimonis de mitja edat"
"El repartiment va estar rodant un mes en Bora-Bora. Això explica per què són en aquesta pel·lícula. Puntuació: ★ (sobre 4)"